# Friedrich Leopold Weyland
Friedrich Leopold Weyland (* 29. August 1750 in Buchsweiler, Elsass, Frankreich; † 2. Dezember 1785 ebenda) war ein deutscher Arzt und Studienfreund Johann Wolfgang von Goethes in Straßburg.

## Leben
Er war der Sohn des Georg Leopold Weyland (1715–1766) aus Seckbach bei Frankfurt am Main und der Maria Salome Schulmeister (1725–1779) aus Buchsweiler. Sein Bruder ist Philipp Christian Weyland, der spätere Landschaftspräsident zu Weimar.
Am 3. Oktober 1781 heiratete Weyland in Kutzenhausen (Elsass) Louisa Sibylla Magdalena Aulber (* 27. Juli 1758; † 17. April 1837 in Mannheim), Erzieherin beim König von Bayern. Das Ehepaar hatte eine Tochter Louise Caroline Jakobine Weyland (* 29. August 1782), verheiratete Couder, die in Moskau starb.
Weyland schloss im Jahr 1771 sein Medizin-Studium in Straßburg mit seiner Dissertation zum Thema Specimen inaugurale medicum de ozaena maxillari cum ulcere fistuloso ad angulum oculi internum complicata … ab. Anschließend arbeitete er als Arzt in Frankfurt am Main, schließlich als gräflich Hanau-Lichtenbergischer bzw. landgräflich Hessen-Darmstädtischer Hofrat.
Weyland, den der Studienfreund Goethe in seinen Erinnerungen einen „wichtigen Jugendfreund“ nennt, weckte Goethes Interesse für die Medizin. Bei einem gemeinsamen Ausritt ins 40 Kilometer entfernte Sessenheim machte Weyland am 13. Oktober 1770 den jungen Goethe mit der dortigen Pfarrersfamilie Brion und der 18-jährigen Tochter Friederike Brion bekannt, in die Goethe sich spontan verliebte. Weyland war mit der Pfarrersfamilie Brion verwandt und soll sich später mit Goethe wegen dessen Liebschaft mit Friederike überworfen haben. Über seine Reisen durch das Elsass und seine Erfahrungen mit Weyland berichtet Goethe u. a. in seiner Autobiografie Aus meinem Leben. Dichtung und Wahrheit.